# Ватрено копље
Ватрено копље (енгл. Fire lance, кин: 火枪), рано ручно ватрено оружје развијено у Кини династије Сунг у првој половини 12. века.

## Историја
Ватрена копља се први пут са сигурношћу помињу 1132, као оружје Сунга при одбрани једне тврђаве. У основи штапови који су на врху имали цев од бамбуса напуњену барутом, ватрена копља нису испаљивала пројектиле, већ само пламен, слично каснијим бацачима пламена.
Монголска инвазија Кине, која је почела 1211, дала је подстрек брзом развоју ватреног оружја. У монголској опсади Кајфенга, престонице царства Јин (1232) кинески браниоци имали су усавршену верзију ватрених копаља, са цевима од хартије, која су избацивала пламен и ситне комадиће метала и керамике на растојање од преко 3 метра. Документи царства Јин детаљно описују ово оружје: Да направите копље, користите чи-хуанг папир, шеснаест слојева за цев, и нека буде нешто дуже од две стопе. Напуните га врбовим угљем, комадићима гвожђа, крајевима магнета, сумпором, белим арсеном [вероватно грешка која би требало да значи шалитру] и другим састојцима и ставите фитиљ на крај. Сваки војник треба да има окачен на себи мали гвоздени лонац за држање ватре [вероватно ужарени угаљ], а када дође време за борбу, пламен испаљује предњи део копља више од десет стопа, а када се барут исцрпи, цев није уништена.
Након пада царства Јин у северној Кини, јужна Кина царства Сунг ратовала је са монголима скоро пола века (1234-1279). У то време ватрена копља доживела су врхунац развоја, и приближила се правом ватреном оружју: цеви се уместо од хартије израђују од бамбуса и поред барута, почињу да пуне ситним пројектилима: комадићима метала, керамике, оловном сачмом. Тако се помињу цеви које избацују ватру (кин: 突火筒, 1257) и копља која избацују ватру (кин: 突火槍, 1259): Направљена од велике бамбусове цеви, а пуни се барутом и замотуљком са куглицама (子窠). Када се ватра упали, она потпуно избацује замотуљак и куглице напред, а звук је попут бомбе која се може чути петсто или више корака." Овакво ватрено копље, пуњено барутом и чепом од кучине са сачмом који је потпуно затварао цев, било је претеча топа. Међутим, прве гвоздене цеви направљене су тек после пада Сунга, у Кини династије Јуан (1279-1368).